# Matt Taylor
Matthew Graham George Thaddeus „Matt“ Taylor (* 1973) je britský astrofyzik pracující pro Evropskou kosmické agenturu. Veřejnosti je známý především díky účasti na misi Rosetta, která letěla ke kometě 67P/Churyumov–Gerasimenko a v jejímž rámci se sonda Philae stala prvním objektem, který přistál na jádru komety. Taylor působil jako projektový vědec mise Rosetta.

## Raný život a vzdělání
Taylor se narodil v Londýně. Jeho otec je zedník a on mu často v průběhu prázdnin pomáhal pracovat na stavbách.
Získal magisterský titul v oboru fyziky na University of Liverpool, a dále doktorský titul v oblasti vesmírné fyziky na Imperial College London. Tady se zabýval magnetohydrodynamickým modelováním astrofyzikálního plazmatu v magnetosféře.

## Kariéra a výzkum
Po dokončení doktorát se připojil k Mullard Space Science Laboratory jako výzkumný pracovník mise Cluster II. V roce 2005 se stal projektovým vědcem mise. Je autorem více než 70 publikací, především na téma polární záře. V létě 2013 získal Taylor post proejtového vědce mise Rosetta. Jeho výzkumné práce byly publikovány především v recenzovaných vědeckých časopisech včetně Nature, Journal of Geophysical Research, Geophysical Research Letters a Annales Geophyisicae.

### Kontroverze s tričkem
V průběhu televizního vystoupení o misi Rosetta měl na sobě Taylor tričko zobrazující spoře oděnou kreslenou ženu se střelnými zbraněmi, které vytvořila jeho kamarádka Elly Prizemanová. Taylorovo rozhodnutí mít na sobě toti tričko v průběhu vystoupení přineslo kritiku od řady komentátorů, kteří viděli odraz kultury v níž nejsou ženy vítány ve vědeckých oborech. Další osobnosti, například Boris Johnson, Julie Bindelová a Tim Stanley naopak argumentovali proti této kritice. Taylor se později za incident v emocionální promluvě omluvil, když řekl: „Košile, kterou jsem měl tento týden urazila mnoho lidí. Udělal jsem velkou chybu a velmi toho lituji.“ Někteří autoři vyjádřili Taylorovi za omluvu uznání. Byla založena kampaň na crowdfundingové webové stránce Indiegogo, s cílem získat 3000 amerických dolarů a zakoupit Taylorovi dárek jako projev veřejného uznání za práci, kterou on a jeho tým udělali. Kampaň získala celkem 24003 dolarů z nichž 23 000 dolarů bylo na Taylorovu žádost věnováno organizaci UNAWE, věnující se vzdělávání dětí v oboru astronomie. Za zbytek získaných prostředků byla pořízena pamětní deska připomínající misi.

## Osobní život
Taylor má s manželkou Leannou mají dvě děti. Na noze má tetování kosmické sondy Rosetta a jejího přistávacího modul Philae, které si nechal vytvořit poté co se sonda úspěšně probudila z hibernace v roce 2014. Je fanouškem heavy metalu a death metalu, pózoval s Davidem Vincentem z Morbid Angel pro časopis Metal Hammer a několikrát se nechal vyfotografovat v košili kapely Cannibal Corpse.